# إسحاق أندرسون
إسحاق أندرسون (بالإنجليزية: Isaac Anderson)‏ هو سياسي أمريكي، ولد في 23 نوفمبر 1760 في مقاطعة تشيستر في الولايات المتحدة، وتوفي في 27 أكتوبر 1838. حزبياً، نشط في الحزب الجمهوري الديمقراطي. وقد انتخب عضو مجلس نواب بنسيلفانيا وانتخب عضو مجلس النواب الأمريكي.